# Stronghold (videogioco 2001)
Stronghold è un videogioco di strategia in tempo reale (RTS) ad ambientazione medioevale realizzato da Firefly Studios nel 2001. Rispetto al restante panorama degli RTS, si tratta di un gioco piuttosto insolito: gli aspetti di simulazione della vita all'interno delle mura di un castello prevalgono nettamente sulla strategia e sulla tattica di combattimento, che però è ben incentrata sugli assedi.
Del videogioco sono stati realizzati numerosi sequel: nel 2002 Stronghold: Crusader (ambientato nel Medio Oriente al tempo delle Crociate, con maggiori elementi RTS tradizionali), Stronghold Warchest (contiene i primi 2 capitoli più nuove mappe e personaggi), nel 2005 Stronghold 2, in grafica 3D, Stronghold Legends che ha un'ambientazione in stile fantasy e nel 2009 Stronghold Crusader Extreme, remake del Crusader del 2002.
Stronghold e Stronghold 2 presentano anche due espansioni (che consistono in un'aggiunta di mappe di gioco): Stronghold Deluxe e Stronghold 2 Deluxe.
Nel 2011, a 10 anni dall'uscita del primo capitolo, fu pubblicato il terzo capitolo della saga: Stronghold 3.

## Trama
Stronghold è ambientato in un regno medievale. La storia inizia quando il re tenta di invadere un vicino nemico barbaro. L'invasione, però, fallisce e il re viene catturato e posto sotto riscatto. Quasi immediatamente, quattro potenti lord (il Ratto, il Serpente, il Maiale e il Lupo) arrivano per dividersi il regno per sé. Il giocatore è rappresentato da un comandante giovane e inesperto, cui il padre è stato ucciso in un'imboscata del Serpente, mentre questi si trovava in viaggio per proporre la pace con i nemici.
Il giocatore si presenta ai servizi di Sir Longarm e Lord Woolsack, gli unici due lord rimasti leali. La campagna principale richiede di uccidere tutti e quattro i lord nemici, conquistando il regno di contea in contea (ovvero regioni), il che dovrà comportare il completamento delle missioni della campagna militare, a ognuna delle quali corrispondente solitamente una mappa di costruzione o assedio, passando dalle operazioni militari più semplici a quelle più difficili. Si inizia con lo sterminare i lupi e sottomettere alcuni territori neutrali, per poi arrivare alle terre del Ratto (che verrà ucciso dal Maiale per la sua incompetenza), poi quelle del Serpente (che viene ucciso per mano del giocatore), passando per quelle del Maiale (che viene anch'esso ucciso dal giocatore) fino a quelle del Lupo. Durante le fasi finali della conquista delle terre del Serpente, Lord Woolsack viene torturato e brutalmente ucciso dal Maiale, ma fortunatamente il Re viene liberato. Nello scontro finale, il giocatore ucciderà il Lupo di persona.
Gli anni nel quale si svolgono gli avvenimenti non sono specificati, ma la mappa mostra la progressione della storia, che nella versione italiana si svolge in Italia, a partire dal gennaio 1066 d.C., mentre quella anglosassone è ambientata nell'Inghilterra dello stesso anno, fatto che presenta notevoli congruenze con l'invasione normanna di Guglielmo il Conquistatore.

## Personaggi
- Il Lord: il lord del Castello del giocatore, conosciuto anche come "Il Ragazzo" è anche il personaggio più importante: se il lord perde una battaglia o muore durante la partita, si perde la missione.
  - Lord Woolsack: il principale consigliere per il giocatore, suggerisce sempre di utilizzare una strategia conservatrice e pacifica. Viene brutalmente ucciso dal Maiale dopo orrende torture.
  - Sir Longarm: un generale che funge da consigliere del giocatore, suggerisce sempre una tattica aggressiva e bellica, ed entra per questo in più occasioni in contrasto con lord Woolsack.
- Duca de Puce "Il Ratto": un figlio illegittimo di un nobile, diventa Duca quando l'intera sua famiglia rimane uccisa. È il nemico più incompetente del gioco, e appena le cose si mettono male accetta persino l'aiuto dell'inaffidabile Serpente. Le sue armate sono essenzialmente composte da arcieri e lancieri, quest'ultime le unità di fanteria più deboli del gioco.
- Duca Beauregard "Il Serpente": l'uomo responsabile della morte del padre del protagonista, in quanto a causa sua perse il suo occhio sinistro in battaglia. Sembra sicuro di sé, tanto da fingere di accettare di aiutare il Ratto lasciandolo al suo destino, ma si comporta come uno sciocco quando perde. Siccome preferisce accumulare oro, le sue armate sono generalmente composte dalle unità meno costose (anche se a differenza del Ratto sa reclutare qualche unità decente come i mazzieri), cosa che lo rende vulnerabile ad un nemico preparato che decida di investire nella qualità delle proprie armate.
- Duca De Truffe "Il Maiale": un obeso re bandito, così brutto da venire abbandonato dai suoi genitori e che ha ottenuto il potere con la violenza su una pila di cadaveri. Quando assalta i villaggi e gli insediamenti pretende sempre che gli venga consegnato il cibo migliore e gli piace banchettare mentre i suoi uomini massacrano i nemici; schiera sempre armate molto numerose, composte generalmente da mazzieri, picchieri e balestrieri, cosa che lo rende l'avversario militarmente più pericoloso dopo Il Lupo.
- Duca Volpe "Il Lupo": un misterioso nemico, e anche quello militarmente più pericoloso di tutti gli antagonisti del gioco, grazie alla sua tattica avanzata nell'uso di spadaccini, una delle unità più potenti e resistenti del gioco. Verso la fine della campagna, egli rivela di essere lui quello che materialmente uccise il padre, nell'imboscata organizzata dal Serpente.

## Modalità di gioco
Esistono due modalità di gameplay, ovvero bellica ed economica, con relative campagne e mappe libere.
Nella modalità bellica il gioco viene incentrato sugli assedi (il tema principale alla base del gioco) e sulle battaglie (sempre in presenza di fortificazioni, causa la carenza di strategica di comando delle truppe).
Nella modalità economica, invece, il gioco è incentrato più su obiettivi economici, ma non viene trascurato l'elemento di disturbo militare (come briganti e invasioni) o terreno (come carestie e pandemie); una sotto-modalità di gioco economica, chiamata Costruzione Libera, permette invece di costruire il proprio insediamento, senza elementi di disturbo o attacchi, che però possono, a discrezione del giocatore, venire generati mediante il pulsante F1.

### Modalità di gioco
In Stronghold, il giocatore prende il ruolo del lord di un regno. L'obiettivo è quello di creare una stabile economia ed un forte esercito per difendersi dagli invasori, e quando possibile attaccare i castelli nemici.
Per sopravvivere, al giocatore viene richiesto di costruire un insediamento, attraverso singole costruzioni, tra cui le mura del castello. Il giocatore deve anche scegliere quali costruzioni sono vitali per il castello e quali possono essere lasciate fuori dalle mura del castello, maggiormente esposte al nemico. Le costruzioni si piazzano istantaneamente con un click, se si hanno le risorse necessarie, ma non è possibile costruire quando il nemico è nelle vicinanze.
Ci sono diverse opzioni per creare i soldati per difendere il castello, e per eventuali attacchi, per sconfiggere un nemico.
I soldati sono controllati con il mouse come in un tipico gioco di strategia in tempo reale: per reclutarli occorrono popolani liberi, denaro, e armi nell'armeria appropriate al tipo di truppe scelte.
Le unità civili invece sono controllate dal computer; nel momento in cui si piazza una costruzione, i popolani necessari a gestirla prendono l'aspetto di lavoratori e si recano spontaneamente al lavoro. Ad esempio, piazzando un forno, il primo popolano disponibile diventa un fornaio e ciclicamente va a prendere della farina al magazzino, la porta al forno, cuoce il pane e porta il pane al granaio.
C'è un solo magazzino, un solo granaio e una sola armeria, sebbene possano essere ingranditi, per cui occorre tener conto anche della loro distanza nell'organizzare gli spazi.
Per creare una solida economia, com'è bene raccogliere risorse, al giocatore viene richiesto anche di mantenere un buon livello di popolarità (espressa in punti da 0 a 100) con i suoi popolani; un livello di popolarità minore di 50 equivale all'abbandono del villaggio da parte dei suoi abitanti (rimarranno solo quelli che vengono mantenuti dalla popolazione che riesce a reggere il castello), e successivamente, al crollo economico. Si perde popolarità mantenendo tasse troppo alte, esaurendo il cibo per troppo tempo, e persino mantenendo un numero maggiore di abitanti rispetto ai posti letto disponibili (il che equivale ad un duro colpo per la popolarità, circa un -16 ogni mese). La popolarità si può mantenere alta (maggiore di 50) avendo le necessarie abitazioni, tasse basse o comunque sopportabili (o anche donazioni ai popolani), alte razioni di cibo, molta birra, almeno due tipi diversi di cibo, e un'alta percentuale di credenti. La popolarità può anche essere influenzata da strutture che ispirano al terrore o, al contrario, al benessere: con attrezzature per compiere torture e esecuzioni, aumenta l'efficienza del lavoro dei popolani, ma si abbassa la popolarità e l'efficacia dell'esercito (presumibilmente per il basso morale), mentre con parchi, statue ed altri elementi di intrattenimento si hanno gli effetti contrari, ossia, un aumento della popolarità ed efficacia dell'esercito ma un abbassamento dell'efficienza di lavoro dei popolani.

### Risorse
Nel magazzino si accumulano diversi materiali:
- Legno, raccolto dai boschi, necessario per la maggior parte delle costruzioni e per alcune armi
- Pietra, raccolta nelle cave e trasportata dai buoi, necessaria principalmente per mura e torri
- Grano, raccolto nelle fattorie del grano
- Farina, ottenuta dal grano ai mulini
- Luppolo, raccolto nelle fattorie del luppolo
- Birra, ottenuta dal luppolo alle birrerie, consumata nelle taverne per aumentare la popolarità
- Ferro, raccolto nelle miniere, necessario per alcune armi e armature
- Pece, ottenuta dalle paludi, utilizzata per le difese con olio bollente

Nel granaio si accumula il cibo, consumato da popolani e lavoratori. Possedere almeno due tipi di alimentari è un fattore che aumenta la popolarità.
- Carne, ottenuta dai cacciatori
- Formaggio, ottenuto dalle fattorie di mucche, che forniscono anche le mucche ai conciatori per fabbricare le corazze di cuoio
- Pane, ottenuto dalla farina ai forni
- Frutta, ottenuta dai meleti

L'oro è l'unica risorsa che non va trasportata e stipata, ma ha molti utilizzi tra cui la compravendita delle altre risorse al mercato. Quali siano commerciabili dipende dalla missione in corso. Si ottiene anche dalle tasse, ma occorre ricordare che un livello eccessivo di tasse provoca danni alla popolarità.
Infine nell'armeria si accumulano le armi: archi, balestre, lance, mazze, spade, picche, corazze di cuoio e di metallo. Esistono anche le macchine d'assedio, ma vengono costruite direttamente sul campo dai genieri.

## Stronghold Deluxe
Stronghold Deluxe è l'espansione ufficiale di Stronghold.
La struttura del gioco non è cambiata (a parte un patch che corregge alcuni errori della prima versione), ma implementa nuove mappe della modalità "Assedio", tra cui una mappa visionaria del castello di Camelot, una ricostruzione di Monteriggioni ed altri importanti esempi di architettura militare medievale.

## Stronghold HD
Nel 2013 la piattaforma Steam rende disponibile la versione HD del gioco, implementando nuove mappe e rendendo disponibile nuove risoluzioni per gli schermi più recenti. La versione HD è presente anche su GOG.com.

## Accoglienza
| Testata                          | Giudizio |
| -------------------------------- | -------- |
| Metacritic (media al 31-01-2020) | 81/100   |
| AllGame                          | 4/5      |
| CGM                              | 3,5/5    |
| CGW                              | 4,5/5    |
| Eurogamer                        | 6/10     |
| Game Informer                    | 9/10     |
| GameSpot                         | 7,6/10   |
| GameSpy                          | 89%      |
| GameZone                         | 8.3/10   |
| IGN                              | 8.7/10   |
| PC Gamer                         | 82%      |

Il gioco ha ricevuto un'accoglienza favorevole, stando alle recensioni aggregate sul sito Metacritic. Uno dei punti forti del gioco, stando alla critica, è stata la grafica; GameSpot ha commentato che "gli edifici sono belli, anche se non ottimi, altrettanto si può dire delle unità", e ha aggiunto che "le animazioni sono ben fatti." Il sito web IGN si è mostrato in parziale disaccordo, dichiarando che "le animazioni sono un po' legnose", e ha commentato lo stato generale delle grafiche: "non è il gioco più bello di sempre, è abbastanza bello perché non vi brucino gli occhi". GameZone le ha invece lodate altamente, dichiarando che gli ambienti sono "meravigliosi" e commentando le buone animazioni dei personaggi.
GameSpot non ha avuto molto da dire sul sonoro, ma ha notato come la colonna sonora fosse "drammatica". GameSpy è stata neutrale da parte del sonoro, dichiarando: "... il sonoro è carino, se non addirittura memorabile", ma ha anche commentato sullo "scarso doppiaggio".
Nel 2001, Stronghold è stato nominato al premio "Miglior Strategico" dalla Computer Gaming World,  premio vinto da Kohan: Immortal Sovereigns. Gli editori hanno ritenuto Stronghold "straordinariamente creativo e unico".

### Vendite
Stronghold è stato un successo commerciale, grazie al suo milione e mezzo di copie vendute in tutto il mondo nel 2004. Ha ricevuto il riconoscimento "Silver" dalla Entertainment and Leisure Software Publishers Association (ELSPA) per le sue 100 000 copie vendute nel Regno Unito.

## Serie
Stronghold diede inizio alla serie omonima, composta dai seguenti titoli in ordine di pubblicazione:
- Stronghold (2001)
  - Stronghold Deluxe (espansione)
- Stronghold Crusader (2002)
  - Stronghold Warchest (pacchetto Stronghold + Stronghold Crusader)
- Stronghold 2 (2005)
  - Stronghold 2 Deluxe (espansione)
- Stronghold Legends (2006)
- Stronghold Crusader Extreme (espansione di Stronghold Crusader) (2008)
- Stronghold Kingdoms (2009)
- Stronghold 3 (2011)
- Stronghold Crusader 2 (2014)
- Stronghold: Warlords (2020)